# Oxyopes sobrinus
Oxyopes sobrinus là một loài nhện trong họ Oxyopidae.
Loài này thuộc chi Oxyopes. Oxyopes sobrinus được Octavius Pickard-Cambridge miêu tả năm 1872.